# Otis Bowen
Pour les articles homonymes, voir Bowen.
Otis Ray Bowen, né le 26 février 1918 dans le comté de Fulton (Indiana) et mort le 4 mai 2013 dans le comté de Marshall (Indiana), est un médecin et homme politique américain. Membre du Parti républicain, il est gouverneur de l'Indiana entre 1973 et 1981 puis secrétaire à la Santé et aux Services sociaux entre 1985 et 1989 dans l'administration du président Ronald Reagan.